# Melaleuca cuticularis
Melaleuca cuticularis là một loài thực vật có hoa trong Họ Đào kim nương. Loài này được Labill. mô tả khoa học đầu tiên năm 1806.